# ウィンザー子爵
ウィンザー子爵（英: Viscount Windsor）はイギリスの子爵位。これまでに2度創設されており、いずれもウィンザー家に対する叙爵である。第1期はアイルランド貴族として、第2期は連合王国貴族としての創設で、このうち第2期がプリマス伯爵の従属爵位として現存している。

## 歴史

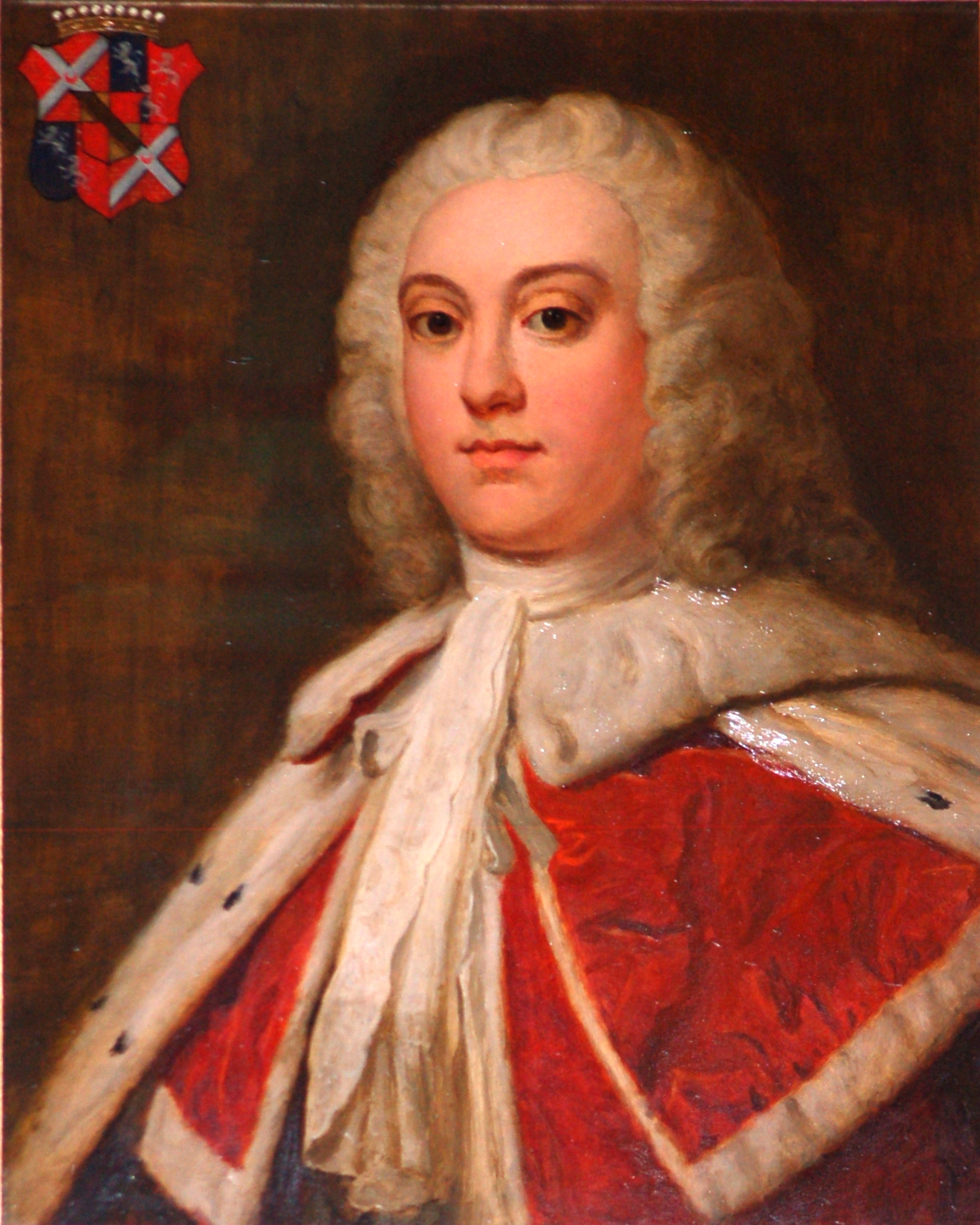
2代子爵ハーバート
彼の死とともに第1期のウィンザー子爵は廃絶した。

### 第1期（1699年）
庶民院議員トマス・ウィンザー(1669–1738)は1699年6月19日にアイルランド貴族爵位の「ブラックキャッスルのウィンザー子爵(Viscount Windsor of Blackcastle)」に叙されたが、これが第1期の創設にあたる。トマスはドロイトウィッチ選挙区やブランバー選挙区選出のトーリー党に属した政治家で、彼はさらに1712年1月1日にグレートブリテン貴族として「ワイト島のマウントジョイ男爵(Baron Mountjoy in the Isle of Wight)」を授けられている。トマスは初代プリマス伯爵の次男であるため、伯爵家の祖アンドリュー・ウィンザーとその妻メアリー（第2代マウントジョイ男爵の娘）の子孫にあたっており、爵位名は夫妻に由来する。
しかし、その子である2代子爵ハーバート(1707–1758)が子のないまま没すると、すべての爵位は廃絶した。
なお、2代子爵の娘シャーロットはビュート伯爵家に嫁いだが、彼女の夫であるジョン・ステュアートは1796年にウィンザー伯爵及びワイト島のマウントジョイ子爵を授けられている。

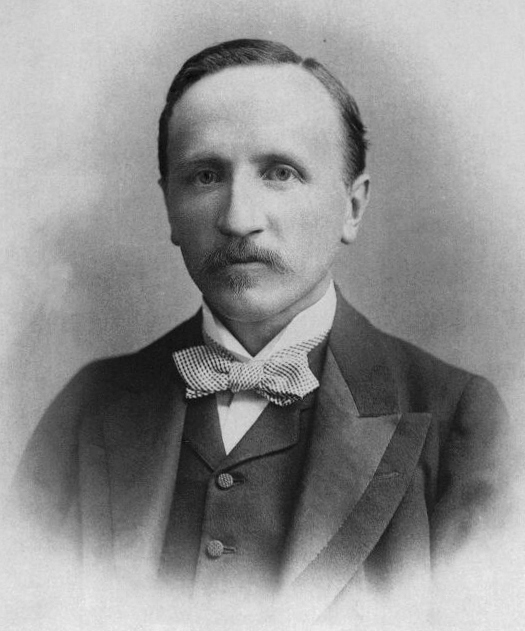
第14代ウィンザー男爵

### 第2期（1905年）
第14代ウィンザー男爵ロバート・ウィンザー=クライブ(1857–1923)は1905年に連合王国貴族として「プリマス伯爵(Earl of Plymouth)」及び「グラモーガン州セント・ファガンズのウィンザー子爵(Viscount Windsor, of St Fagans in the County of Glamorgan)」に叙されたが、これが第2期の創設にあたる。以降も初代伯の子孫が爵位を保持しており、4代伯アイヴァー(1951-)がウィンザー子爵位を有している。

## ウィンザー子爵（第1期;1699年）
- 初代ウィンザー子爵トマス・ウィンザー (1669–1738)
- 第2代ウィンザー子爵ハーバート・ウィンザー (1707–1758)